# Mesoleius immarginatus
Mesoleius immarginatus là một loài tò vò trong họ Ichneumonidae.